# Michael Rainey Jr.
Michael Rainey Jr., född 22 september 2000 i Kentucky, är en amerikansk skådespelare.
Rainey Jr. har bland annat medverkat i TV-serierna Power (2014–2020) och Power Book II: Ghost (2020–2023). Han har även medverkat filmen The Bank Heist från 2018.

## Filmografi (i urval)
- 2014–2020: Power
- 2018: The Bank Heist
- 2020–2023: Power Book II: Ghost